# Anna Catharina Burensköld
Anna Catharina Burensköld, född 1 december 1654, död 14 november 1727 i Ljungs församling, Östergötlands län, var en svensk hovmästarinna.

## Biografi
Anna Catharina Burensköld föddes 1654. Hon var dotter till stadspresidenten Nils Burensköld i Norrköping och Eva Ulfvenklou. Burensköld var under en tid hovmästarinna hos Adolf Johan av Pfalz-Zweibrückens döttrar på Stegeborgs slott. Hon köpte in en vacker predikstol till Ljungs kyrka 1723. Burensköld avled 1727 på Sjöbacka i Ljungs socken.

### Egendom
Burensköld ägde Sjöbacka i Ljungs socken.

### Familj
Burensköld gifte sig första gången med kommendören Efraim Gottfrid von Schröer (1651–1687), var son till Gottfrid von Schröer och Elisabet Nenne. De fick tillsammans barnen Anna Lovisa von Schröer (1687–1702) och Eva Elisabet von Schröer (död 1758) som var gift med ryttmästaren Peter Carl Ruschenfelt.
Burensköld gifte sig andra gången 25 augusti 1701 på Sjöbacka med överstelöjtnanten Magnus Gripensköld (1663–1712), son till kronofogden Jesper Gripensköld och Apollonia Hürtzig i Nyköping.